# Victoria Crawford
Victoria Elizabeth Crawford (Tampa (Florida), 30 juni 1986), beter bekend als Alicia Fox, is een Amerikaans model en professioneel worstelaarster die werkzaam is bij WWE.

## Loopbaan
Voordat ze een professioneel worstelaarster werd, was Crawford een model. In 2006 ondertekende ze een contract met de WWE en debuteerde ze in juli 2006 op Ohio Valley Wrestling (OVW), een WWE-opleidingscentrum. Op 20 oktober 2006 won ze het OVW Women's Championship, maar een dag later verloor ze haar kampioenschap. Haar heerschappij van een dag werd hierdoor niet erkend door de OVW. In 2007 werd ze naar het Florida Championship Wrestling (FCW) gestuurd, een WWE-opleidingscentrum.
In juni 2008 debuteerde Crawford op SmackDown-brand onder de ringnaam Alicia Fox en had ze een gimmick als trouwplanner. In november 2008 ging ze naar de ECW-brand, waar ze de manager was van DJ Gabriel. In april 2008 werd ze door de Supplemental Draft teruggestuurd naar SmackDown, twee maanden later werd ze naar Raw gestuurd. Tot eind 2009 was Fox niet succesvol om het WWE Divas Championship te bemachtigen. In mei 2010 managede ze Zack Ryder, een maand later won ze voor de eerste keer de titel van het Diva Kampioenschap. Fox behield het kampioenschap tot 15 augustus 2010. Eind 2010 verscheen Fox als een 'Pro' in het derde seizoen van NXT. In april 2011 werd ze door de Supplemental Draft teruggestuurd naar SmackDown.

## In het worstelen
- Finishers
  - Scissors Kick

- Signature moves
  - Bridging Northern Lights suplex
  - Full nelson
  - Monkey flip
  - Tilt-a-whirl backbreaker

- Worstelaars managed
  - Elijah Burke
  - DJ Gabriel
  - Michelle McCool
  - Zack Ryder
  - Rosa Mendes
  - Tamina

## Prestaties
- World Wrestling Entertainment
  - WWE Divas Championship (1 keer)